# Шарапова Аріна Аянівна
Аріна Аянівна Шарапова (нар.. 30 травня 1961, Москва, РРФСР, СРСР) — російська пропагандистка, журналістка, викладачка та громадська діячка. Засновниця, президент і керівниця майстер-курсів «Школи мистецтв та медіатехнологій» (м. Москва), що займається творчим розвитком дітей та підлітків.
Внесена до «чистилища» бази «Миротворець».

## Життєпис
Народилася 30 травня 1961 року в Москві.
Дід жив до Російської революції в Китаї. Бабуся була вчителькою, володіла маньчжурською мовою, багато працювала з китайцями, радила онучці побувати в Китаї.
Дитинство провела на Близькому Сході, бо батько — Аян Веніамінович — працював дипломатом, і вони з мамою Ганною Іванівною багато їздили світом.
Має дві вищі освіти: у 1984 році закінчила відділення прикладної соціології філософського факультету Московського державного університету імені М. В. Ломоносова, потім — перекладацький факультет Московського державного педагогічного інституту іноземних мов імені Моріса Тореза за спеціальністю «перекладач з англійської мови». Кандидат соціологічних наук.
У 1985 році працювала в РІА «Новости».
У березні 2014 року заснувала в Москві «Школу мистецтв та медіатехнологій», що займається творчим розвитком дітей і підлітків. Є її президентом та керівницею майстер-курсів.

### Громадська діяльність
Членкиня Громадської ради при Міністерстві внутрішніх справ Російської Федерації. Дійсна членкиня Імператорського православного палестинського товариства.
Була довіреною особою Сергія Собяніна на виборах мера Москви в 2013 році.
У березні 2016 року вона свідомо порушила державний кордон України з метою проникнення до окупованого Росією Криму. Виступила на форумі «Відкритий Крим 2016», де розповіла, як залучити сюди туристів. На її думку, федеральні російські ЗМІ виконали величезну працю по створенню позитивного іміджу півострова, а тепер все залежить від кримчан.
З квітня 2016 року — заступниця голови Громадської палати міста Москви.
У вересні 2016 року стала довіреною особою партії «Єдина Росія» на виборах до Державної думу Росії VII скликання.

### Особисте життя
- Батько — Аян Веніамінович Шарапов (нар. 13 серпня 1932) — був інженером, потім закінчив зовнішньоторговельну академію, став дипломатом, працював у Міністерстві торгівлі СРСР, народився в порту Аян, так його і назвали[17][18].
- Дідусь по батькові — Веніамін Шарапов — був професором Петербурзького університету, помер у 1930-ті роки, вивчав Тунгуську мову, створював словник, займався етнографією[17][19].
- Бабуся по батькові — Таїсія Костянтинівна Шарапова — філологиня, вивчала маньчжурську та тюркську мови, викладачка російської мови, закінчила Петербурзький університет, добре малювала[17][19].
- Мати — Ганна Іванівна Шарапова (нар. 9 лютого 1930), вчителька, працювала перекладачкою у фірмі «Інтурист»[18].
- Чоловік — Едуард Арамович Карташов (нар. 27 січня 1963), колишній військовослужбовець, капітан-лейтенант військово-морського флоту Росії у запасі, з 1992 року менеджер у великій компанії, бізнесмен[20][21][22].
  - Син — Данило Олегович Шарапов (нар. 7 червня 1981), медіаменеджер, телепродюсер. З грудня 2014 року по листопад 2015 року був генеральним продюсером телекомпанії «НТВ»[23][24]. Одружений з Аліною Шараповою, має двох дітей.
    - Онуки — Микита (нар. вересень 2006) та Степан (нар. 1 вересня 2009)[25][26].

## Робота на телебаченні
- 1988—1991 — кореспондентка Дирекції аудіо-візуальної інформації АПН (РІА «Новости»).
- 1991 — спеціальна кореспондентка головної редакції теленовин РІА «Новости».
- 1991 — ведуча російсько-американської телевізійної програми «60 хвилин».
- 1992 — коментаторка Дирекції інформаційних програм ВДТРК.
- 1992—1995 — ведуча інформаційної програми «Вєстиі» ВГТРК.
- 1996—1998 — ведуча інформаційної програми «Час» (ОРТ). У 1998 році пішла з програми, передавши своє місце в ефірі Сергію Доренку[27].
- З 1998 по 1999 — ведуча ток-шоу «Аріна» (ОРТ, НТВ)[28][29].
- З 1999 по 2000 — ведуча програми «Місце зустрічі з Аріною Шараповою» (ТБ-6)[30]. Програма була закрита через низькі рейтинги у червні 2000 року[31].
- У 2000—2001 роках працювала на Красноярському телебаченні[32].
- З липня 2001 року[33][34] — ведуча ранкового телеканалу «Доброго ранку» («Перший канал»)[35].
- З липня 2007 року по вересень 2010 року — ведуча програми «Модний вирок» на «Першому каналі»[36].
- У 2011 році перед виборами до Державної думи Росії та в 2012 році перед виборами Президента Росії була ведучою передвиборних дебатів на «Першому каналі» (по черзі з Петром Толстим)[37].
- У 2013 році — ведуча телегри «Найкращий чоловік» на «Першому каналі»[38].
- З березня 2014 року — засновниця, президент і керівниця майстер-курсів «Школи мистецтв та медіатехнологій» (Москва), що займається творчим розвитком дітей і підлітків[1][2].
- У 2014 році — ведуча проєкту «Острів Крим» на «Першому каналі»[39].
- З серпня 2018 року — ведуча програми «Десять фотографій» на телеканалі «Зірка» (замість Олександра Стриженова).
- Зіграла епізодичну роль в серіалі «Бальзаківський вік, або Всі мужики сво…» в серії «Любов до телебачення, або Як Соня втратила свого героя…».

## Нагороди та премії
- 2006 — орден Дружби — за великий внесок у розвиток вітчизняного телерадіомовлення та багаторічну плідну діяльність[40].